# Оризари (Кочани)
Оризари (мкд. Оризари) су насеље у Северној Македонији, у источном делу државе. Оризари су у саставу општине Кочани.

## Географија
Оризари су смештени у источном делу Северне Македоније. Од најближег града, Кочана, насеље је удаљено 5 km источно.
Насеље Оризари се налази у историјској области Кочанско поље, на месту где се у поље спуштају најјужнији огранци Осоговских планина. Кроз насеље протиче истоимена Оризарска река, која се јужније улива у реку Брегалницу. Надморска висина насеља је приближно 370 метара.
Месна клима је континентална.

## Историја
У месту је дуго радила српска народна школа, између 1832-1879. године.

## Становништво
Оризари су према последњем попису из 2002. године имали 3.776 становника.
Претежно становништво у насељу су етнички Македонци (99%). До средине 20. века село је било мешовито, са значајном турском мањином, која се спонтано иселила у матицу.
Већинска вероисповест месног становништва је православље.

## Извори
- Попис у Македонији 2002. - Књига 10.